# 立派な詐欺師
『立派な詐欺師』（りっぱなさぎし、仏語 Le grand escroc）は、1964年（昭和39年）に製作・公開されたフランス・イタリア・日本・オランダ合作のオムニバス映画『世界詐欺物語』の一篇、ジャン＝リュック・ゴダールの監督作品、フランスの短篇映画である。日本では、オムニバス映画から切り離され、単独で1966年（昭和41年）に公開された。

## 概要
オムニバス映画全篇については、『世界詐欺物語』のページを参照。
オムニバス映画『世界詐欺物語』は、堀川弘通、ロマン・ポランスキー、ウーゴ・グレゴレッティ、クロード・シャブロル、ゴダールの5人が、東京篇、アムステルダム篇、ナポリ篇、パリ篇、マラケシュ篇の5都市で撮ったオムニバスであったが、堀川の出身会社である東宝が配給した日本等で、マラケシュ篇がカットされた。本作はその「マラケッシュ篇」である。
イスラエルで実際に起きた贋金づくりの話をベースに、貧者に施す贋札犯を描く。つまりそれが「立派な詐欺師」なのである。
アメリカ人ジャーナリストを演じるジーン・セバーグは、オットー・プレミンジャー監督の『悲しみよこんにちは』とゴダールの長篇デビュー作『勝手にしやがれ』で知られる。贋札犯を演じるシャルル・デネールは、のちにフランソワ・トリュフォー監督の『黒衣の花嫁』（1968年）と『恋愛日記』（1977年）が代表作となる俳優である。警部を演じるラズロ・サボは、ゴダールの長篇2作目『小さな兵隊』（1960年）以来出演は本作で3作目だが、こののちに、ゴダール組の常連となり、映画監督としてもデビューする。

## あらすじ
モロッコのマラケシュの市場で、アメリカ人ジャーナリストのパトリシア・リーコック（ジーン・セバーグ）が、贋札を所持していると尋問を受けた。パトリシアは、贋札づくりの跡を追う。

## スタッフ
- 監督・脚本 : ジャン＝リュック・ゴダール
- 音楽 : ミシェル・ルグラン
- 撮影 : ラウール・クタール
- 編集 : アニエス・ギュモ
- 助監督 : シャルル・L・ビッチ
- 製作会社 : ユリス・プロデュクシオン

## キャスト
- ジーン・セバーグ （パトリシア・リーコック役）
- シャルル・デネール （贋札犯）
- ラズロ・サボ （警部）
- ジャン＝リュック・ゴダール

## 関連事項
- ジャン＝リュック・ゴダール監督作品一覧
- 世界詐欺物語 （en:Les plus belles escroqueries du monde、fr:Les Plus Belles Escroqueries du monde）

## 註
1. ↑  キネマ旬報映画データベース内の「立派な詐欺師」の項の記述を参照。